# 해태아이스
해태아이스는 대한민국에서 아이스크림을 제조하는 기업이다. 2020년 1월 1일, 해태제과식품에서 아이스크림 사업부문을 물적분할로 분사되었다. 그리고 2020년 3월 31일자로 빙그레한테 인수 인계되었다.

## 주요 제품
- 바밤바
- 쌍쌍바
- 누가바
- 부라보콘
- 탱크보이
- 체리마루
- 호두마루
- 녹차마루

## 같이 보기
- 빙그레